# Коле Монте Вармине (Асколи Пичено)
Коле Монте Вармине (итал. Colle Monte Varmine) насеље је у Италији у округу Асколи Пичено, региону Марке.
Према процени из 2011. у насељу је живело 14 становника. Насеље се налази на надморској висини од 308 м.